# روتوندا
روتوندا (به ایتالیایی: Rotonda) یک کومونه در ایتالیا است که در استان پوتنزا واقع شده‌است.

## خصوصیات
روتوندا ۴۲ کیلومترمربع مساحت و ۳٬۶۳۲ نفر جمعیت دارد و ۶۳۵ متر بالاتر از سطح دریا واقع شده‌است.